# Société canadienne de l'aquarelle
La Société canadienne de peintres en aquarelle (SCPA) a été fondée en 1925. Elle présente des expositions et la tenue d'ateliers en aquarelle.